# 桥头堡
桥头堡（英語：bridgehead）在军事战略中，是指桥梁末端或其他可能跨越水域的地点周围具有战略意义的重要区域，在发生冲突时，该区域需要由军事力量来防御或占领。
桥头堡通常只存在几天，入侵部队要么被击退，要么扩大桥头堡以创建安全的防御驻扎区，然后突入敌方领土，例如美国第9装甲师于戰爭中占领雷马根的鲁登道夫大桥。1945年，第二次世界大战期间。在某些情况下，桥头堡可能存在数月。